# Liste des représentants, commandants et gouverneurs de Saint-Pierre-et-Miquelon
Voici la liste des représentants, commandants et gouverneurs de Saint-Pierre-et-Miquelon de 1689 à 1976.

## Établissement colonial de Saint-Pierre, Colonie de Terre-Neuve (1693–1713)
| Début du mandat                                       | Fin du mandat                                         | Nom                                                   |
| Représentant du gouverneur de Plaisance (Terre-Neuve) | Représentant du gouverneur de Plaisance (Terre-Neuve) | Représentant du gouverneur de Plaisance (Terre-Neuve) |
| ----------------------------------------------------- | ----------------------------------------------------- | ----------------------------------------------------- |
| 1689                                                  | 1693                                                  | Louis de Pastour de Costebelle                        |
| Commandants                                           |                                                       |                                                       |
| 1693                                                  | 1702                                                  | Jacques-Simon de Belleorme (ou Beleorme)              |
| 1er mars 1702                                         | 1709                                                  | Sébastien Le Gonard, baron de Sourdeval               |

## Colonie deSt. Peter's(1713-1763)
| Début du mandat                       | Fin du mandat                         | Nom                                   |
| Gouverneurs britanniques de Placentia | Gouverneurs britanniques de Placentia | Gouverneurs britanniques de Placentia |
| ------------------------------------- | ------------------------------------- | ------------------------------------- |
| 1713                                  | 1717                                  | John Moody                            |
| 1717                                  | 1717                                  | Martin Purcell                        |
| 1717                                  | 1729                                  | Samuel Gledhill                       |
| 1736                                  | 1742                                  | Henry Cope                            |
| 1744                                  | 15 juin 1763                          | Otho Hamilton                         |

## Colonie de Saint-Pierre-et-Miquelon (1763–1793)
| Début du mandat   | Fin du mandat     | Nom                                                                 |
| Gouverneurs       | Gouverneurs       | Gouverneurs                                                         |
| ----------------- | ----------------- | ------------------------------------------------------------------- |
| 15 juin 1763      | 31 juillet 1773   | François-Gabriel d’Angeac (1708 - 1782)                             |
| 1773              | 14 septembre 1778 | Charles Gabriel Sébastien, baron de l'Espérance (1er) (1725 - 1791) |
| 17 septembre 1778 | 28 juillet 1783   | John Evans (gouverneur, occupation anglaise)                        |
| 28 juillet 1783   | 16 juin 1785      | Charles Gabriel Sébastien, baron de l'Espérance (2e)                |
| Commandants       |                   |                                                                     |
| 16 juin 1785      | 14 mai 1793       | Antoine-Nicolas Dandasne-Danseville                                 |
| 29 mars 1788      | 15 octobre 1790   | Julien Gausse du Mesnil-Ambert (représentant Dandasne-Danseville)   |

## Colonie deSt. Peter's(1793–1815)
| Début du mandat | Fin du mandat  | Nom                      |
| Commandants     | Commandants    | Commandants              |
| --------------- | -------------- | ------------------------ |
| 14 mai 1793     | 2 juillet 1794 | Francis Ogilvie          |
| Gouverneurs     |                |                          |
| 2 juillet 1794  | 1796           | Percy F. Thorne          |
| 1796            | 20 août 1802   | Henry Folkes Edgell      |
| 20 août 1802    | 20 mars 1803   | Tocet                    |
| 20 mars 1803    | 1804           | Richard Longfield Davies |
| 1804            | 1815           | vacant                   |
| 1815            | 1815           | David Buckan             |

## Colonie de Saint-Pierre-et-Miquelon (1815–1946)
| Début du mandat                | Fin du mandat     | Nom                                                                    |
| Commandants                    | Commandants       | Commandants                                                            |
| ------------------------------ | ----------------- | ---------------------------------------------------------------------- |
| 22 juin 1816                   | 1er novembre 1818 | Jean-Philippe Bourilhon                                                |
| Commandants et administrateurs |                   |                                                                        |
| 1er novembre                   | 20 juin 1819      | Augustin Valentin Borius (1772-1844) (1er) (intérim)                   |
| 20 juin 1819                   | 11 juin 1825      | Philippe Athanase Hélène Fayolle (1772-1831),                          |
| 11 juin 1825                   | 28 mai 1828       | Augustin Valentin Borius (2e)                                          |
| 28 mai 1828                    | 10 septembre 1839 | Joseph Louis Michel Brue (1782-1843)                                   |
| 1er octobre 1831               | 16 avril 1832     | François Julien Guy Paris (1er) (interim)                              |
| 7 octobre 1835                 | 14 juin 1836      | François Julien Guy Paris (2e) (interim)                               |
| 10 septembre 1839              | 1er juillet 1842  | Louis Alexandre Mamyneau (1779-?)                                      |
| Commandants                    |                   |                                                                        |
| 1er juillet 1842               | 14 juillet 1842   | Hubert Éléonore Napoléon Philibert (1807-1872)                         |
|                                |                   | Philippe Alfred Guichon de Grandpont (intérim)                         |
| 14 juillet 1842                | 3 juillet 1845    | Joseph Alphonse Desrousseaux                                           |
| 3 juillet 1845                 | 14 octobre 1849   | Joseph Marie Fidèle Délécluse (commandant et commissaire)              |
| 14 octobre 1849                | 3 juillet 1850    | Prosper Benony Bruslé (intérim) (1802-?)                               |
| 3 juillet 1850                 | 10 octobre 1855   | Jacques François Gervais (1795?-1869) (1er)                            |
| 10 octobre 1855                | 14 mai 1856       | Ange Gautier (intérim)                                                 |
| 14 mai 1856                    | 4 mai 1859        | Jacques François Gervais (2e)                                          |
| 4 mai 1859                     | 13 septembre 1863 | Émile François Guillaume Clément, comte de la Roncière (1803-1874)     |
| 13 septembre 1863              | 13 février 1864   | Auguste La Borde (intérim) (1815 - ?)                                  |
| 13 février 1864                | 3 mai 1864        | Ernest Joseph Nicolas d'Heureux (intérim) (1828 - ?) (1er)             |
| 3 mai 1864                     | 19 mai 1864       | Charles Faure (représentant)                                           |
| 19 mi 1864                     | 9 mai 1872        | Pierre Vincent Cren (1815 - ?)                                         |
| 12 octobre 1868                | 6 mai 1869        | Alexandre Marie Le Clos (intérim) (1828 - d.....?)                     |
| 9 mai 1872                     | 18 mai 1873       | Ernest Joseph Nicolas d'Heureux (intérim) (2e)                         |
| 18 mai 1873                    | 30 juillet 1876   | Charles Henri Alfred Joubert (1831 - 1885)                             |
| 30 juillet 1876                | 28 mai 1877       | Auguste Victor Arnoux Tranchevent (intérim) (1835 - 1894)              |
| 28 mai 1877                    | 25 novembre 1879  | Antoine Étienne Guien (1829 - ?)                                       |
| 25 novembre 1879               | 18 janvier 1880   | Auguste René Cariot (intérim) (1833 - ?)                               |
| 18 janvier 1880                | 26 avril 1886     | Edgard-Charles de Saint-Phalle (1826 - 1913)                           |
| 26 avril 1886                  | 5 juin 1886       | Aristide Le Fol (intérim) (1838 - 1923)                                |
| 5 juin 1886                    | 5 septembre 1887  | Henri-Félix de Lamothe (1843 - 1926)                                   |
| Gouverneurs                    |                   |                                                                        |
| 5 septembre 1887               | 5 décembre 1887   | Henri-Félix de Lamothe (1re)                                           |
| 5 décembre 1887                | 15 février 1888   | Aristide Le Fol (intérim)                                              |
| 15 février 1888                | 21 mars 1888      | Justin Hebert-Suffrin (intérim)                                        |
| 21 mars 1888                   | 22 avril 1888     | Henri Roberdeau (intérim) (1re) (1849 - 1916)                          |
| 22 avril 1888                  | 17 septembre 1889 | Henri-Félix de Lamothe (2e)                                            |
| 17 septembre 1889              | 1er avril 1891    | Henri Roberdeau (intérim) (2e)                                         |
| 1er avril 1891                 | 6 août 1891       | Théophile Bergès (intérim) (1re)                                       |
| 6 août 1891                    | 7 septembre 1893  | Paul Théodore Ernest Marie Feillet (1857 - 1903)                       |
| 7 septembre 1893               | 3 août 1894       | Maurice Caperon (intérim) (1re) (1846 - 1907)                          |
| 3 août 1894                    | 25 octobre 1895   | Laurent Marie Émile Beauchamp (1838 - ?)                               |
| 25 octobre 1895                | 29 avril 1896     | Théophile Bergès (intérim) (2e)                                        |
| 29 avril 1896                  | 27 août 1896      | Henri Tournie (intérim)(1852 - ?)                                      |
| 27 août 1896                   | 14 août 1899      | Paul Émile Daclin Sibor (1840 - ?)                                     |
| 22 novembre 1897               | 25 février 1899   | Maurice Caperon (intérim) (2e)                                         |
| 14 août 1899                   | 8 février 1900    | Maurice Caperon (intérim) (3e)                                         |
| 8 février 1900                 | 9 septembre 1900  | Paul Samary (1848 - 1911)                                              |
| 9 septembre 1900               | 13 juin 1901      | Maurice Caperon (intérim) (4e)                                         |
| 13 juin 1901                   | 15 mai 1904       | Philippe Émile Jullien (1845 - 1912)                                   |
| 5 juin 1902                    | 27 juin 1902      | Paul Certonciny (intérim)                                              |
| 10 septembre 1902              | 25 juillet 1903   | Maurice Caperon (intérim) (5e)                                         |
| 15 mai 1904                    | 26 mai 1904       | René André (intérim)                                                   |
| 26 mai 1904                    | 8 décembre 1904   | Maurice Caperon (intérim) (6e)                                         |
| 8 décembre 1904                | 9 juin 1905       | Paul Jean François Cousturier                                          |
| 9 juin 1905                    | 12 mai 1906       | Gabriel Angoulvant (1872 - 1932)                                       |
| Administrateurs                |                   |                                                                        |
| 12 mai 1906                    | 15 août 1908      | Raphaël Antonetti (1872 - 1938)                                        |
| 6 janvier 1908                 | 11 mars 1908      | Léon Bousquet (intérim)                                                |
| 15 août 1908                   | 28 novembre 1908  | Charles Moulin (intérim)                                               |
| 8 novembre 1908                | 1er juillet 1911  | Pierre Jean Henri Didelot (1870 - ?)                                   |
| 1er juillet 1911               | 10 février 1912   | Ferdinand Longue (intérim)                                             |
| 10 février 1912                | 2 septembre 1913  | Henri Marchand                                                         |
| 2 septembre 1913               | 21 avril 1914     | Joseph Evariste Fabre (intérim) (1861 - ?)                             |
| 21 avril 1914                  | 27 juillet 1915   | Laurent Chabaud (intérim)                                              |
| 27 juillet 1915                | ...               | Ernest Philippe François Lachat (1876 - ?)                             |
| Gouverneurs                    |                   |                                                                        |
| ...                            | 1er mai 1923      | Ernest Philippe François Lachat (intérim)                              |
| 1er mai 1923                   | 12 octobre 1927   | Jean Henri Émile Bensch (1868 - 1944)                                  |
| 21 octobre 1925                | 30 avril 1926     | Marc Michel (interim)                                                  |
| 12 octobre 1927                | 27 février 1928   | Charles Nirpot (interim)                                               |
| 27 février 1928                | 14 février 1929   | François Adrien Juvanon (1875 - ?)                                     |
| 14 février 1929                | 5 mai 1930        | Henri Camille Sautot (interim) (1885 - 1963)                           |
| ...                            | 30 octobre 1930   | Auguste Eugène Ludovic Tholance (1878 - 1938) (non installé)           |
| 31 octobre 1930                | ...               | Louis Joseph Bouge (1878 - 1960) (non installé)                        |
| 5 mai 1932                     | 20 février 1933   | Georges Marie Roger Chanot (intérim)                                   |
| Administrateurs                |                   |                                                                        |
| 20 février 1933                | 17 décembre 1936  | Georges Jules Eugène Barrillot                                         |
| 17 décembre 1936               | 24 décembre 1941  | Gilbert de Bournat (1896 - ?)                                          |
| 24 décembre 1941               | 25 décembre 1941  | Émile Muselier (1882 - 1965) (commandant des Forces françaises libres) |
| 25 décembre 1941               | 25 février 1943   | Alain Savary (1918 - 1988)                                             |
| 25 février 1943                | 10 février 1946   | Pierre Marie Jacques François Garrouste                                |
| 10 février 1946                | 20 septembre 1946 | Marc Tchernonog (1904 - 1973) (intérim)                                |
| 20 septembre 1946              | 31 décembre 1947  | Maurice René Charles Victor Marchand                                   |

## Territoire d'outre-mer de Saint-Pierre-et-Miquelon (Union française) (1946–1958)
| Début du mandat  | Fin du mandat   | Nom                                |
| Gouverneurs      | Gouverneurs     | Gouverneurs                        |
| ---------------- | --------------- | ---------------------------------- |
| 31 décembre 1947 | 30 juin 1949    | Jean René Moisset                  |
| 30 juin 1949     | 6 novembre 1950 | Guy Clech (interim)                |
| 6 novembre 1950  | 25 avril 1952   | Eugène Alain Charles Louis Alaniou |
| 25 avril 1952    | 5 janvier 1955  | Irénée Francois Antoine Davier     |
| 5 janvier 1955   | 25 août 1958    | Pierre René Jean Sicaud            |

## Territoire d'outre-mer de Saint-Pierre-et-Miquelon (1958–1976)
| Début du mandat  | Fin du mandat    | Nom                          |
| Gouverneurs      | Gouverneurs      | Gouverneurs                  |
| ---------------- | ---------------- | ---------------------------- |
| 25 août 1958     | 3 décembre 1960  | René-Louis Pont              |
| 3 décembre 1960  | 12 décembre 1962 | Pierre-Jean-Charles Maillard |
| 12 décembre 1962 | 16 octobre 1965  | Jacques-Emmanuel Herry       |
| 16 octobre 1965  | 5 juin 1967      | Georges-Marie-Joseph Poulet  |
| 5 juin 1967      | 7 avril 1971     | Jean-Jacques Buggia          |
| 7 avril 1971     | 1er juillet 1974 | Henri Beaux                  |
| 2 août 1974      | 12 juin 1975     | Jean Cluchard                |
| 14 mai 1975      | 4 août 1976      | Jean Massendès               |